# 上田淳二
上田 淳二（うえだ じゅんじ、1972年 - ）は日本の財務官僚。博士（経済学）（京都大学・論文博士・2012年）

## 来歴
東京大学経済学部経済学科卒業。
1994年 大蔵省入省（証券局証券市場課）。
1996年 ランカスター大学留学。1997年 ランカスター大学（ファイナンス専攻）修了。修士（ファイナンス）の学位を取得。1998年 ロンドン大学（LSE）修了。修士（経済学）修得。
1998年 大臣官房調査企画課企画係長（2000年4月1日に総合政策課）。その後は通商産業省基礎産業局課長補佐、経済産業省製造産業局課長補佐、財務省主計局主計官補佐（主査）、主税局調査課税制調査室長などとして勤務。
2008年 京都大学経済研究所准教授。公共政策大学院の院生を中心に、財政政策についての講義を行った。2012年、博士（経済学）（京都大学）の学位を取得。国際通貨基金(IMF)財政局審議役勤務後、2018年7月23日 大臣官房総合政策課経済財政政策調整官。財務省が関わる政府全体の政策をフォローする「情報の要」の役割を担い、それらを整合的なものとなるように調整した。2020年7月22日 財務総合政策研究所総務研究部長 兼 大臣官房総合政策課経済財政政策調整官。

## 略歴
- 1994年4月：大蔵省入省。
- 1996年：留学（ランカスター大学、ロンドン大学）。
- 1998年7月：大臣官房調査企画課企画係長[3]。
- 2000年4月1日：大臣官房総合政策課企画係長。
- 2000年：通商産業省基礎産業局化学課。
- 2001年1月6日：経済産業省製造産業局化学課長補佐。
- 2002年：財務省主計局法規課長補佐（法規二）[4]。
- 2003年：主計局主計企画官補佐（財政分析係主査）。
- 2004年7月：主計局主計官補佐（農林水産係主査）。
- 2005年：主計局調査課長補佐。
- 2007年：主税局調査課税制調査室長。
- 2008年：京都大学経済研究所准教授。
- 2011年8月：財務総合政策研究所研究部財政経済計量分析室長 兼 研究部総括連絡調整官。
- 2012年7月23日：博士（経済学）（京都大学）。

（学位論文『動学的コントロール下の財政政策 : 社会保障の将来展望』）
- 2013年6月28日：国際通貨基金(IMF)財政局審議役。
- 2018年7月23日：大臣官房総合政策課経済財政政策調整官。
- 2020年7月22日：大臣官房総合政策課経済財政政策調整官 兼 財務総合政策研究所総務研究部長。
- 2021年12月1日：兼 内閣官房内閣参事官（内閣官房副長官補付） 兼 内閣官房新しい資本主義実現本部事務局参事官。

## 著書
- 『動学的コントロール下の財政政策 : 社会保障の将来展望』岩波書店 2012年